# Guerra d'independència de Moçambic
La Guerra d'independència de Moçambic (coneguda per la historiografia portuguesa com Luta Armada de Libertação Nacional) va ser un conflicte armat entre les forces guerrilleres del Front d'Alliberament de Moçambic, conegut com a Frelimo (Front de Libertação de Moçambique en portuguès), i Portugal. La guerra va començar oficialment el 25 de setembre de 1964, i va acabar amb un alto el foc el 8 de setembre de 1974, del que va resultar una independència negociada en 1975 després dels acords de Lusaka.
Les guerres que Portugal va sostenir contra guerrilles independentistes en els seus territoris africans van començar en 1961 a Angola. En una sèrie d'atacs sorpresa, els rebels van matar a grangers portuguesos i les seves famílies, incloent a les dones, nens i els treballadors negres, en remotes plantacions angoleses.
A Moçambic, el conflicte va esclatar en 1964 i com a resultat del malestar i la frustració existent entre gran part de la població indígena de Moçambic, que percebia al govern colonial estranger com una manera d'explotació i maltractament que només servia als interessos econòmics portuguesos a la regió. També hi havia una bona part de la població moçambiquesa que estava ressentida contra les polítiques portugueses envers els nadius, que va portar a una discriminació, dificultant el seu tradicional estil de vida i limitant-los l'accés al sistema educatiu i a determinats llocs de treball qualificat. Després de la Segona Guerra Mundial, es van estendre amb èxit per tota Àfrica una sèrie de moviments que defensaven l'autodeterminació. Molts moçambiquesos van esdevenir independentistes, per la frustració causada per la contínua submissió enfront d'un govern estranger. D'altra banda, molts aculturats que s'havien integrat completament en l'organització social portuguesa del Moçambic portuguès, en particular aquells dels centres urbans, van reaccionar enfront de les peticions d'independència amb una mescla d'inquietud i desconfiança. Els portuguesos, entre els quals hi havia la majoria dels dirigents, van reaccionar augmentant la presència militar i amb precipitats projectes de desenvolupament.
Un gran grup de la intelligentsia política exiliada a països veïns va proporcionar refugis des d'on els moçambiquesos radicals van poder planejar accions i fomentar el malestar polític al seu país d'origen. La formació de la guerrilla moçambiquesa Frelimo i el suport de països comunistes com la Unió Soviètica, Xina i Cuba mitjançant l'enviament d'armes i suport logístic, va desembocar en l'esclat de violència que es va perllongar durant més d'una dècada.
Des d'un punt de vista militar, l'exèrcit regular portuguès va mantenir avantatge durant tot el conflicte contra les forces de la guerrilla independentista. Malgrat la seva posició desfavorable, els insurgents del Frelimo van aconseguir la victòria, després d'un cop militar de l'esquerra a Lisboa i un profund canvi polític a Portugal. Moçambic va aconseguir la independència el 25 de juny de 1975, després del cop d'estat a Portugal conegut com a Revolució dels Clavells, posant fi a 470 anys de domini colonial portuguès a la regió d'Àfrica oriental. Segons els historiadors de la Revolució, el cop de militar en la metròpoli va estar animat en part per les protestes en contra del tracte que donaven les tropes portugueses a la població local de Moçambic. No obstant això, el paper de la creixent influència comunista sobre el grup de militars portuguesos insurgents que van liderar a Lisboa el cop d'estat i, d'altra banda, la pressió de la comunitat internacional sobre l'esdevenir de la Guerra colonial portuguesa en general, van ser les principals causes del resultat final.

## Context històric

### Colònia portuguesa
Els primers habitants de Moçambic van ser els san, avantpassats dels khoisan, qui es dedicaven a la caça i recol·lecció. A aquests els van seguir pobles bantus en els segles I i IV, que van arribar de l'altre costat del riu Zambeze. En 1498, els exploradors portuguesos van arribar a la costa de Moçambic. La influència portuguesa en l'est d'Àfrica es va incrementar en el segle xvi, establint una sèrie de colònies conegudes com a Àfrica Oriental Portuguesa. Els europeus van començar a treure profit del comerç d'esclaus i d'or, encara que no obstant això, la influència portuguesa venia individualment donada per colones i no per una administració central, al mateix temps que Portugal centrava la seva atenció en les colònies a Brasil i l'Índia.
El colonialisme europeu a Àfrica va experimentar el seu màxim apogeu en el segle xix. Després de perdre el control de Brasil, Portugal va començar centrar-se a expandir les seves colònies a Àfrica, la qual cosa la va portar a un enfrontament directe amb el Regne Unit. Des que David Livingstone va tornar a la zona en 1858 per promoure rutes comercials, els interessos britànics a Moçambic es van incrementar alarmant al govern portuguès. Durant el segle xix, la major part de l'Àfrica Oriental havia passat a mans britàniques, i per facilitar el seu control, el Regne Unit requeria algunes concessions de part de la colònia portuguesa. Com a resultat, Portugal va ajustar els límits de la seva colònia per evitar un enfrontament amb la Marina Reial Britànica, quedant establerts els límits actuals de Moçambic al maig de 1881. El control sobre Moçambic va passar a diverses organitzacions com la Companyia de Moçambic, la Companyia de Zambézia i la Companyia del Niassa que van ser finançades i van aconseguir treballadors gràcies a l'Imperi Britànic per treballar en les mines i construir ferrocarrils. Aquestes companyies van penetrar des de la costa cap a l'interior del continent, establint plantacions i imposant imposats a la població que fins llavors havia aconseguit resistir a la colonització.
En 1895 va ser derrotat l'Imperi de Gaza, que agrupava a tribus que habitaven zones de Moçambic i Zimbàbue, i la resta de tribus van ser derrotades finalment en 1902. Portugal va establir la capital en Lourenço Marques, l'actual Maputo, aquest mateix any. En 1926 la crisi política i econòmica que va sofrir Portugal van desembocar en la constitució de la Segona República, coneguda més tard com Estat Nou, i un ressorgiment de l'interès en les colònies africanes. Després de la Segona Guerra Mundial van sorgir algunes tímides veus demanant l'autodeterminació de Moçambic, a causa que altres colònies van aconseguir la independència en una onada de descolonització.

### Naixement del Frelimo
Portugal va designar a Moçambic com a territori d'ultramar en 1951, rebent el nom de Província Ultramarina de Moçambic (Província Ultramarina de Moçambique), per mostrar que la colònia tenia gran autonomia, encara que Portugal va continuar mantenint un fort control sobre la colònia. L'increment de nous estats independents a Àfrica després de la Segona Guerra Mundial, unit al sentiment moçambiquès d'un tracte vexatori per part de la metròpoli, va fer créixer el sentiment nacionalista a Moçambic.

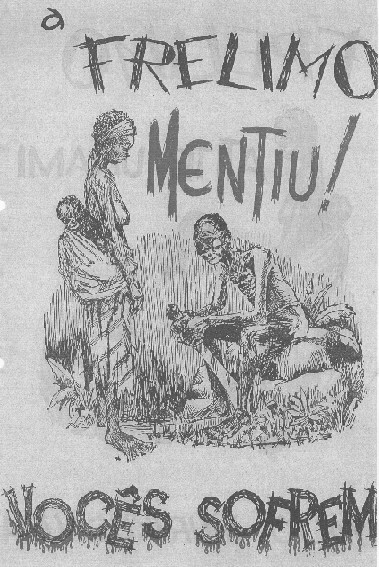
Pamflet propagandístic portuguès distribuït des d'avions: "¡El Frelimo menteix! Vosaltres patiu."

Existien grans diferències entre la rica classe colonial portuguesa i la majoria de la població indígena, que no tenia accés a l'educació, oportunitats de llocs de treball i càrrecs en l'administració i el govern. Molts nadius veien com la cultura i tradicions portugueses se superposaven a les seves pròpies. Els dissidents polítics que s'oposaven al govern estranger van ser forçats a exiliar-se. El govern portuguès va establir que els agricultors moçambiquesos havien de conrear arròs i cotó per a l'exportació, van rebre mínimes compensacions per a la seva subsistència. Molts treballadors –més de 250.000 en 1960 - van ser enviats a les mines d'or i diamants. En 1950, tan sols 4.353 moçambiquesos d'un total de 5.733.000 tenien dret a vot. El distanciament entre els colons portuguesos i els moçambiquesos es podia observar en el petit nombre de mestissos, explicant-se 31.465 entre una població de 8 o 10 milions segons el cens de 1950.
El 25 de juny de 1962, es va crear en Dar es Salaam, la principal ciutat de la veïna Tanzània, el Front d'Alliberament Marxista-Leninista de Moçambic, conegut com a Frelimo (Frente de Libertação de Moçambique). El Frelimo va ser creat durant una conferència per un grup de figures polítiques que havien estat obligades a exiliar-se, en fusionar-se diversos grups nacionalistes existents que incloïen la Unió Nacional Africana Moçambiquesa, la Unió Nacional Africana de Moçambic Independent i la Unió Nacional Democràtica de Moçambic, que havia estat formada dos anys abans. Aquests grups polítics només podien desenvolupar-se en l'exili a causa de la forta pressió de Portugal sobre els activistes dissidents de Moçambic. Un any més tard, en 1963, el Frelimo va establir la seu a Dar es Salaam sota el lideratge del sociòleg Eduardo Mondlane, i va passar a demanar la independència de Portugal. Després de dos anys organitzant maniobres polítiques per buscar la independència de forma pacífica que van acabar en el fracàs, en 1964 Mondlane va començar una campanya de guerra de guerrilles per aconseguir la independència de la colònia.
Inicialment, els Estats Units van oferir suport als grups nacionalistes a Àfrica. Aquest suport es basava en els principis wilsonians, que advocaven per l'autodeterminació i independència de les nacions colonitzades. El suport nord-americà va ser també una estratègia en la Guerra Freda amb el propòsit de contrarestar el suport rebut pels moviments nacionalistes per part dels soviètics. Com el Frelimo va aconseguir un clar èxit internacionalment, els Estats Units van reduir el seu suport, deixant als moviments anticomunistes a Moçambic, com la Resistència Nacional de Moçambic (RENAMO), depenent del suport rebut des de Rhodèsia i Sud-àfrica. Les Nacions Unides van pressionar Portugal perquè accedís a la descolonització. No obstant això, Portugal va aconseguir posar fi a aquestes pressions i ajudes gràcies a la seva pertinença a l'OTAN, la qual cosa va obligar els grups nacionalistes de Moçambic a demanar ajuda al bloc comunista.

### Suport de la Unió Soviètica
Durant la Guerra Freda, i en particular a la fi de la dècada dels anys 1950, la Unió Soviètica i la República Popular Xina van adoptar una estratègia per desestabilitzar a les potències occidentals mitjançant el suport a les seves colònies africanes. Nikita Khrusxov en particular, va veure als països del tercer món com una forma d'afeblir Occident. Per als soviètics, Àfrica representava l'oportunitat crear desavinences entre les potències occidentals i les seves possessions colonials, i crear a Àfrica estats pro-comunistes per promoure futures relacions.
Abans de la formació del Frelimo, la posició de la Unió Soviètica enfront dels moviments nacionalistes era confusa, ja que existien múltiples moviments independentistes i no hi havia seguretat com anaven a imposar-se. Els grups nacionalistes de Moçambic, igual que en la resta d'Àfrica durant aquest període, van rebre entrenament i equip de part de la Unió Soviètica.
Samora Machel, futur president de Moçambic i successor d'Eduardo Mondlane, va reconèixer l'assistència de tots dos països, la Unió Soviètica i la República Popular Xina, descrivint-los com "els únics que realment ens ajudaran. …Ells han lluitat amb armes, i tot el que ells han après és rellevant para s'usat per Moçambic.". Les guerrilles van rebre instrucció en arts militars subversives i polítiques, així com assistència militar, concretament carregaments de coets d'artilleria de 122 mm en 1972, amb assessors provinents de Cuba, la Unió Soviètica i la RDA. La Unió Soviètica va continuar donant suport al nou govern del Frelimo contra la contrarrevolución en els anys posteriors a 1975. En 1981, hi havia 230 militars soviètics i 800 consellers cubans al país. Cuba es va implicar a Moçambic com a part d'un esforç continu per exportar la ideologia antiimperialista de la Revolució Cubana i la cerca de nous aliats. Cuba va proporcionar suport a moviments d'alliberament i governs d'esquerra en nombrosos països africans, com Angola, Etiòpia, Guinea Bissau i la República del Congo.

## El Conflicte

### Insurrecció amb Mondlane (1964-1969)
Al començament de la guerra, el Frelimo tenia poques esperances d'aconseguir una victòria militar convencional amb tot just 7.000 combatents contra un exèrcit portuguès molt més nombrós. Les seves tropes es van recolzar en el desig de la població local de donar suport a la insurrecció per forçar una independència negociada amb Lisboa. Portugal va haver de fer front a una guerra massa llarga, i el govern portuguès hi envià un nombrós exèrcit per sufocar la rebel·lió, amb un nombre de tropes que va augmentar de 8.000 a 24.000 entre 1964 i 1967. El nombre de soldats locals reclutats per a la causa portuguesa va ascendir a 23.000 en el mateix període. En 1969 també van ser entrenats 860 soldats de les Forces Especials en centres d'instrucció de Comandos.
El braç militar del Frelimo estava comandat per Filipe Samuel Magaia, les forces del qual van rebre entrenament d'Algèria. Les guerrilles del Frelimo estaven armades amb una gran varietat d'armes, moltes provinents de la Unió Soviètica i Xina. Les armes comunes incloïen el fusell de forrellat Mosin-Nagant, la carabina semiautomàtica SKS i el fusell d'assalt AK-47, així com el subfusell PPSh-41. Les metralladores com la metralladora lleugera Degtyarov van ser àmpliament usades, així com la DShK i la SG-43 Gorunov. El Frelimo va estar recolzat per morters, canons sense reculada, llençacoets RPG-2 i RPG-7, armament antiaeri com el ZPU-4 i des de 1974 el Strela 2. En les fases finals del conflicte, el Frelimo va comptar amb un nombre limitat de llençamíssils antiaeris xinesos SA-7 MANPAD. No obstant això, no van aconseguir derrocar cap avió portuguès. Durant tot el conflicte, Portugal tan sols va perdre un avió en combat, quan el G.91R-4 del tinent Emilio Lourenço va ser destruït per una detonació prematura ordenada pels seus superiors.

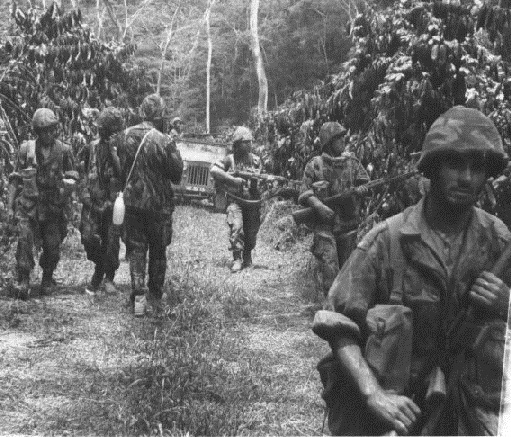
Les tropes portugueses van haver de lluitar en un terreny on la seva superioritat armamentística es veia reduïda.

Les forces portugueses estaven sota el comandament del general António Augusto dos Santos, un home amb una forta creença en les noves teories per fer front a la insurrecció. Augusto dos Santos va comptar amb la col·laboració de Rhodèsia per crear unitats d'exploradors africans i altres grups de forces especials, amb les forces de Rhodèsia operant sota el seu propi comandament independent durant tot el conflicte. A causa de la política de mantenir l'equip modern en la metròpoli mentre que a les colònies s'enviava l'equip obsolet, en les fases inicials del conflicte els soldats portuguesos van comptar amb ràdios de l'època de la Segona Guerra Mundial i amb els vells fusells Mauser. Conforme va anar avançant el conflicte, es va reconèixer ràpidament la necessitat de comptar amb equip més modern, i van ser adoptats els fusells Heckler & Koch G3 i FN FAL com a armes estàndard per al combat, mentre que l'AR-10 va ser adoptat pels paracaigudistes. La metralladora MG42 i en 1968 la HK21 van ser emprades pels portuguesos. La infanteria era recolzada amb morters de 60, 81 i 120 mil·límetres, obuses i els vehicles blindats Panhard AML, Panhard EBR, Fox i Chaimite.
L'helicòpter Alouette III va ser el més usat en el conflicte, encara que l'Aérospatiale Puma també es va usar amb gran efectivitat. També es van usar altres mitjans aeris: per al suport aeri es van usar el T-6 Texan i l'Fiat G.91; pel reconeixement, el Dornier Do 27; per a transport, el Nord Noratlas i el C-47 Skytrain. La marina portuguesa també va fer extensiu l'ús de patrullers, llanxes de desembarcament, i zodiacs inflables.
El 1964, el Frelimo va abandonar els tímids contactes per a una pacificació negociada, i el 25 de setembre de 1964, el seu líder Eduardo Mondlane va començar una sèrie d'atacs a objectius militars situats al nord de Moçambic des de la  base d'operacions a Tanzània. Els soldats del Frelimo, que comptaven amb assistència de la població local, van atacar el lloc administratiu de Chai, a la província de Cabo Delgado. Els militants del Frelimo van ser capaços d'evitar la vigilància i de ser capturats fent servir les clàssiques tàctiques de guerrilla: emboscades de patrulles, sabotatges de comunicacions i línies de ferrocarril, i atacs llampec contra llocs avançats portuguesos abans de tornar ràpidament a zones segures. Els insurgents solien anar armats amb rifles i pistoles, i els atacants treien avantatge de l'estació del monsó per evitar la detenció. Mentre duraven les fortes pluges, era molt més difícil rastrejar els insurgents amb mitjans aeris, el que anul·lava la superioritat aèria portuguesa, i era difícil per als vehicles i tropes portugueses de desplaçar-se àgilment. En contrast, les forces insurgents, amb un equip més lleuger, tenien major maniobrabilitat entre l'espessa vegetació (coneguda com a mato en portuguès) i la població nativa entre la qual es podien barrejar. A més, les forces del Frelimo obtenien provisions dels llogarets locals, i així no tenien dificultats de proveïment.

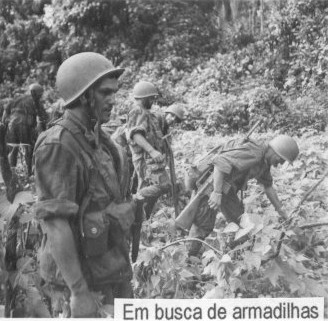
Soldats portuguesos.

Després de l'atac inicial del Frelimo a Xai Xai, els combats es van estendre a Niassa i Tete al centre del país. Durant les primeres etapes del conflicte, l'activitat del Frelimo es va reduir a combats menors, incursions i fustigacions a les instal·lacions i tropes portugueses. Els soldats del Frelimo solien operar en petits grups d'entre deu i quinze soldats. La naturalesa dispersa dels atacs inicials del Frelimo hauria de dispersar les tropes portugueses.
Les tropes portugueses van començar a sofrir perdudes al novembre, combatent a la regió de Xilama, al nord del país. Gràcies a l'augment del suport popular i el reduït nombre de tropes regulars portugueses, el Frelimo va avançar ràpidament cap al sud a través de Meponda i Mandimba, unint-se a Tete amb les tropes de reforç provinents de la veïna Malawi, que havia esdevingut un membre independent de la Commonwealth des del 6 de juliol de 1964. Malgrat l'increment de les operacions del Frelimo, els atacs van continuar limitats a petits grups que atacaven llocs administratius avançats portuguesos amb poca defensa, feien servir per a les comunicacions i aprovisionament canoes al riu Ruvuma i al llac Malawi.

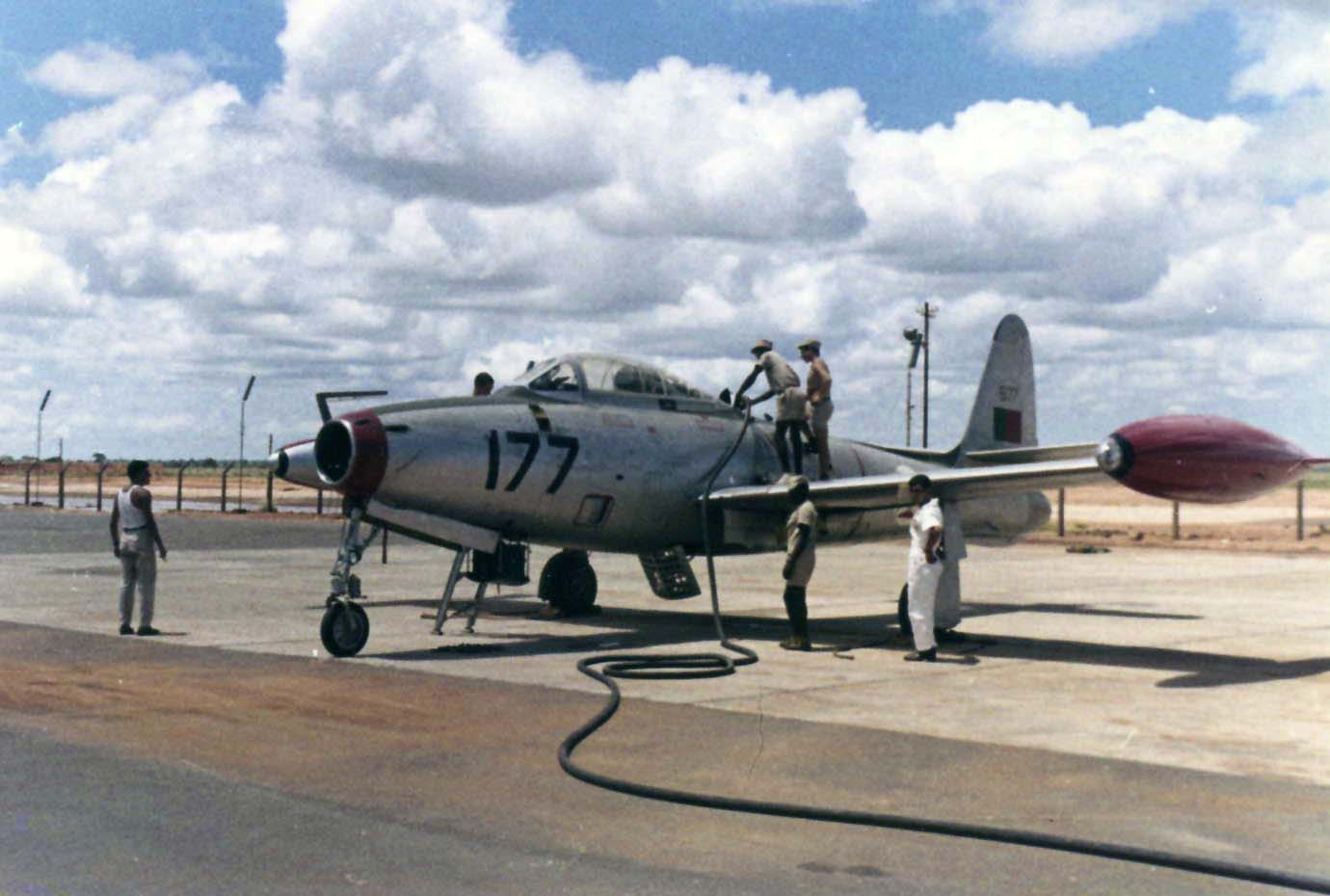
Un F-84 de la Força Aèria Portuguesa (FAP) a Àfrica. F-84 com a est van ser el pilar principal sobre el qual es va assentar el suport aeri portuguès a Moçambic abans de la introducció del G.91R-4 al desembre de 1968

El 1965 va augmentar el reclutament de guerrillers gràcies al suport popular i els grups d'atacants van esdevenir més grossos. Les agències del Frelimo oferien ajuda als moçambiquesos exiliats, que vivien a la propera Tanzània. Això va augmentar eel suport popular als rebels. Com en altres conflictes similars contra França o els Estats Units, els insurgents també van fer servir mines terrestres per intentar causar el major dany possible a les infraestructures i les forces armades portugueses, i d'aquesta manera desmoralitzar els soldats.
Els grups d'atac del Frelimo havien començat a créixer fins a arribar a tenir fins a cent soldats en determinats casos. També havien començat a reclutar dones. El 10 o l'11 d'octubre de 1966, en tornar a Tanzània després d'inspeccionar les línies del front, Filipe Samuel Magaia va ser assassinat d'un tret per Lourenço Matola, un seguidor de la guerrilla del Frelimo que es va dir que estava pagat pels portuguesos.

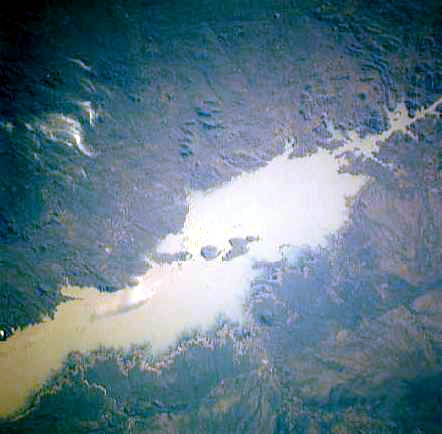
L'embassament de Cahora Bassa va ser construït pel govern colonial portuguès durant la guerra com a part del seu principal pla de desenvolupament i el va ajudar a guanyar suport de la població local. No obstant això, va ser un objectiu freqüent dels atacs del Frelimo, encara que cap atac directe de la guerrilla va tenir èxit.

Una setena part de la població i una cinquena part del territori era en mans del Frelimo en 1967; en aquell moment hi haiva uns vuit mil guerrillers en combat. Durant aquell període, Mondlane va instar a augmentar l'esforç bèl·lic, però també va buscar mantenir els petits grups d'atac. Amb l'augment del cost dels subministraments, més territori pres als portuguesos i l'adopció de mesures per guanyar-se el suport de la població civil, Mondlane va decidir demanar ajuda estrangera, concretament a la Unió Soviètica i Xina; d'aquests benefactors va obtenir metralladores de gran calibre, fusells antiaeris i canons sense reculada de 75 mm i coets de 122 mm.
El 1968, el segon Congrés del Frelimo va ser una victòria propagandística per als insurgents, malgrat els intents portuguesos, que van aprofitar la seva superioritat aèria en el conflicte van bombardejar la reunió al final del dia. Això va donar al Frelimo un major argument enfront de les Nacions Unides.

#### Programa portuguès de desenvolupament
Degut a la diferència tecnològica entre civilitzacions i als segles de control colonial, des del segle xv Portugal havia estat el principal actor en el desenvolupament i evolució de l'Àfrica portuguesa. En els anys 1960 i la primeria dels anys 1970, en un intent de contrarestar l'augment de les forces insurgents del Frelimo i mostrar a la societat portuguesa i al món que el territori era totalment sota el seu control, el govern portuguès va accelerar el seu principal programa de desenvolupament per expandir i millorar les infraestructures del Moçambic portuguès construint noves carreteres, ferrocarrils, ponts, preses, sistemes de regadiu, escoles i hospitals per estimular un major creixement econòmic i guanyar-se el suport de la població.
Com a part d'aquest programa de desenvolupament, el 1969 es va començar la construcció de l'embassament de Cahora Bassa. Aquest projecte particular va era intrínsecament lligat a la preocupació de Portugal amb la seguretat en les colònies d'ultramar. El govern va veure la construcció de la presa com un testimoniatge de la «missió civilitzadora» de Portugal i tenia la intenció que la presa reafirmés la creença moçambiquesa en la seguretat del govern colonial. Per protegir la construcció del projecte, Portugal va enviar tres mil nous efectius i més d'un milió de mines terrestres.
Percebent la importància simbòlica de l'embassament per als portuguesos, el FRELIMO passaria set anys intentant aturar la construcció per la força. Cap atac directe va tenir èxit; no obstant això, el FRELIMO va tenir algun èxit en l'atac a tropes i personal que hi participava en la construcció. El FRELIMO va presentar una protesta davant les Nacions Unides contra el projecte, recolzada per informes comprometedors de les accions dels portuguesos a Moçambic. Malgrat la subseqüent retirada d'una gran part de l'ajuda financera estrangera per a l'embassament, l'acabarien en desembre de 1974. La propaganda efectuada per Portugal després de la fi del projecte es va veure enfosquida per la reacció pública negativa de les poblacions locals moçambiqueses, que van ser obligades a traslladar-se de les seves terres. L'embassament també va acabar per privar els hisendats de les riades anuals que ajudaven la fertilitzar les plantacions.

#### Assassinat d'Eduardo Mondlane
El dia 3 de febrer de 1969 Eduardo Mondlane és assassinat. Algunes fonts refereixen que, en una temptativa de solucionar la situació a Moçambic, la policia secreta portuguesa assassinà Mondlane enviant-li una bomba col·locada en una encomana a la oficina de Dar es Salaam. Dintre del paquet hi havia un llibre que contenia un sistema de detonació que va ser accionat quan l'obriria. Altres fonts afirmen, però, que Mondlane hauria estat mort amb una bomba col·locada sota la seva cadira a la seu del FRELIMO, i que els responsables mai van ser identificats. Les investigacions que se seguiren acusaren Silverio Nungo (executat més tard) i Lázaro Kavandame, líder del FRELIMO a Cabo Delgado. Aquest últim mai va amagar la seva desconfiança per Mondlane, que veia com un líder massa conservador; la policia de Tanzània va acusar Kavandame de treballar per la PIDE (policia secreta de Portugal) i d'haver assassinat Mondlane. Kavandame va acabar per rendir-se als portuguesos l'abril d'aquest any.
Encara que els detalls exactes de l'assassinat continuïn desconeguts completament, és acceptat per diversos historiadors i biògrafs que el govern portuguès i, en particular, l'Aginter Press o PIDE, van estar embolicades i van rebre el suport de la xarxa portuguesa de stay-behind Gladio (coneguda per Aginter Press). El 1990 es va presumir que foren els responsables de l'assassinat. Nogensmenys, després de la mort de Mondlane, i donada la incertesa sobre els responsables, es van aixecar sospites dins de la pròpia FRELIMO, el que va provocar un ambient d'alta tensió i un canvi de política cap a l'ala esquerra. El successor immediat de Mondlane fou mossèn Uria Simango, que serví amb ell com a vicepresident de FRELIMO, des de la creació fins a 1969. En la lluita pel lideratge de l'organització que hi continuà Simango fou expulsat per Samora Machel i Marcelino dos Santos, de la línia més dura del FRELIMO, i fou empresonat i executat després de la independència, en 1975.

### De 1969 a 1974

#### Guerra contínua
El 1969 el general António Augusto dos Santos fou retirat del comandament i el març de l'any següent les tropes a Moçambic van passar a ser liderades pel general Kaúlza de Arriaga. Kaúlza de Arriaga era més favorable a un mètode de combat directe contra els rebels, i la política establerta d'utilitzar forces africanes de contrainsurgència va ser substituïda per forces regulars portugueses acompanyades per un petit nombre de soldats africans. El personal local continuava sent reclutat per a operacions especials, com el Grup Especial de Paracaigudistes el 1973, encara que tinguessin un paper menys important sota les ordres del nou comandant. Les seves tàctiques van ser parcialment influenciades després d'una reunió amb el general nord-americà William Westmoreland.
Tanmateix al voltant de 1972 van començar a haver diverses pressions d'altres comandants, en particular del segon comandant, el general Francisco da Costa Gomes, que defensava l'ús de «grups sageta» (pt: flecha), forces d'operacions especials dependents de la Policia Internacional i de Defensa de l'Estat (PIDE) creades, inicialment, a Angola, per actuar en la Guerra del Ultramar. Els Flechas eren compostos per homes de les tribus locals, especialitzats a seguir el rastre, reconeixement local i operacions antiterroristes. Costa Gomes creia que els soldats africans eren més barats i més preparats per a crear una millor relació amb la població local, una tàctica semblant a la utilitzada per les tropes estatunidenques en la Guerra del Vietnam. Les unitats Flechas van participar en alguns combats ja al final del conflicte, després de la destitució de Kaúlza de Arriaga a les vespres de la revolució del 25 d'abril de 1974. Aquestes unitats continuarien causant problemes a la FRELIMO, encara després de la revolució i de la retirada de Portugal de Moçambic, quan aquest país va entrar en guerra civil.
En la pràctica, van ser diverses les forces especials que van tenir un paper important del costat portuguès, tant per al conflicte moçambiquès com a la Guerra Colonial:
- Grupos Especiais (GE; 1971): unitats semblants a les utilitzades a Angola;;
- Grupos Especiais Pára-quedistas (GEP; 1971): unitats de soldats voluntaris locals amb entrenament en paracaigudisme;
- Grupos Especiais de Pisteiros de Combate (GEPC; 1971): unitats especials de seguiment de rastre;
- Flechas (1970): homes de tribus locals i desertores, especialitzats a seguir el rastre, reconeixement local i en operacions antiterroristes. A vegades feien les patrulles en uniformes capturats, i eren gratificats amb diners per cada guerriller, o arma, capturats.

Durant tot el període de 1970–1974 el FRELIMO va intensificar les seves operacions d'escamot, especialitzant-se en terrorisme urbà. La utilització de mines també va augmentar, i foren responsables de dues en cada tres víctimes del costat dels portuguesos. Durant el conflicte, la FRELIMO va usar diversos tipus de mines antitancs i antipersona, com les PMN, TM-46 i POMZ. També van ser utilitzades mines amfíbies, com les PDM. Aquesta utilització a gran escala de mines va acabar per crear un seriós problema psicològic entre les tropes portugueses. Aquesta por, associada a una frustració de sofrir baixes sense haver vist l'enemic, va llençar per terra la moral dels homes i dificultant el progrés del costat portuguès.

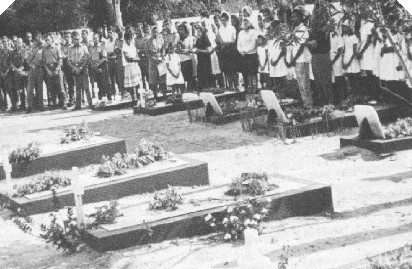
Homenatge a soldats morts en combat.

El 10 de juny de 1970 l'exèrcit portuguès va llançar una contra-ofensiva de gran dimensió: l'Operació Nus Gordià. El seu objectiu consistia a erradicar les rutes d'infiltració dels escamots independentistes al llarg de la frontera amb Tanzània i destruir les seves bases permanents a Moçambic. Aquesta operació va durar set mesos, i va mobilitzar en total 35.000 militars (en particular, unitats d'elit com paracaigudistes, comandaments i fusellers), i fou parcialment ben reeixida.
La coordinació entre els diferents mitjans militars, bombarders, helicòpters i patrulles terrestres fou un èxit. Van ser utilitzades tècniques nord-americanes d'atac ràpid amb helicòpters, recolzats per forts bombardeigs aeris dels camps del FRELIMO, per la Força Aèria Portuguesa (FAP), per a així cercar i eliminar la guerrilla. Aquests bombardeig van ser acompanyats per artilleria pesada terrestre. Els portuguesos també van utilitzar unitats de cavalleria per cobrir els flancs de les patrulles, en zones on el terreny no permetia la utilització de vehicles motoritzats.
Les primeres dificultats per als portuguesos van tenir inici gairebé immediatament amb l'arribada de l'època dels monsons, creant problemes a nivell logístic. Les tropes portugueses no sols estaven mal equipades sinó que no hi havia gaire cooperació entre la FAP i l'exèrcit. L'exèrcit tenia poc suport de la FAP. Les baixes del costat portuguès van començar a ser superiors a les del FRELIMO, portant la nova intervenció política a partir de Lisboa.

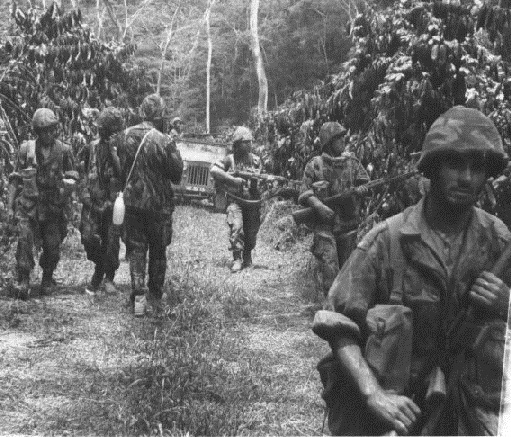
Soldats portuguesos en patrulla a Moçambic.

L'operació va provocar, segons informes portuguesos, 651 guerrillers morts (encara que el nombre poria rondar els 440) i 1.840 capturats, contra més de 100 baixes en les tropes portugueses. El general Kaúlza Arriaga també va informar que les seves tropes destruïren 61 bases dels guerrillers i 165 camps, i van ser capturades 40 tones de municions en els primers dos mesos. Encara que l'Operació Nus Gordià ha estat considerada l'ofensiva portuguesa amb més èxit del conflicte, afeblint la guerrilla fins a tal punt que van deixar de constituir una amenaça, alguns oficials van considerar aquesta operació com a fallada; la gran concentració de tropes portugueses en aquesta operació va afeblir les zones Nord i Centre de Moçambic, on es va assistir a l'augment, discret, de la presència dels rebels i la constitució de noves bases, principalment a Tete.
El 1972, els militars portuguesos van canviar d'estratègia i van adaptar el search and destroy («cercar i destruir») dels americans. Aquest estratègia, utilitzada durant la Guerra del Vietnam, consistia en inserir tropes en territori hostil, cercar l'enemic, destruir-lo i retirar-se immediatament. Aquesta estratègia ja havia estat la base de la doctrina en vigor des de l'inici del conflicte, però va ser substituïda pel general Augusto dos Santos per una estratègia de minimització de les baixes. No obstant això, a 18 de novembre, el FRELIMO – amb un contingent de prop de vuit mil guerrillers –  iniciaria una ampla ofensiva a les províncies de Tete, Niassa i Cabo Delgado. La resposta portuguesa va ser violenta, amb atacs de represàlia, en una temptativa d'afeblir el suport de la població local al FRELIMO. El 16 de desembre la 6a companyia de Comando mata els habitants de tres llogarets del Nord de Moçambic, a 30 km de la ciutat de Tete. En l'anomenada Massacre de Wiriyamu, els soldats portuguesos hauran mort entre 150 a 300 nadius acusats de ser simpatitzants del FRELIMO. Moltes de les víctimes eren dones i nens. La massacre va ser relatada, de nou, en juliol de 1973 per un pare catòlic britànic, Adrian Hastings, i dos altres missioners espanyols. El govern portuguès negà els esdeveniments, malgrat discutir al Consell de Ministres el 18 d'agost de 1974 un informe de Jorge Jardim que en comprovava la veracitat, incloïa fotografies del llogaret destruït, i aconsellava que el massacre fos reconeguda i explicada. Van ser creades versions diferents dels esdeveniments, relatada per l'arquebisbe de Dar es Salaam Laurean Rugambwa, que afirma que les al·legades morts van ser responsabilitat de soldats del FRELIMO, i no de les forces portugueses. En una altra versió dels esdeveniments les massacres no passen d'una forma de propaganda l'objectiu de la qual era destruir la reputació dels portuguesos i de l'estat portuguès a l'estranger.
Entre 1972 i 1974 el FRELIMO va adoptar una estratègia d'atac contra les comunitats dels colons; van atacar la línia de ferrocarril Beira-Tete i el 1974 van fer descarrilar un tren en la línia de Beira-Umtali. Encara el 1973, el FRELIMO va començar la minar les ciutats i els llogarets en una temptativa de desacreditar la confiança dels civils en les forces portugueses. "Aldeamentos: água para todos" era un missatge vist habitualment a les àrees rurals, i un mitjà dels portuguesos per reallotjar la població local, com a forma d'aïllar el FRELIMO de les seves bases civils. Tanmateix no tots els habitants es van adherir de bona gana als reallotjaments (alguns de forma forçada), doncs no creien en la seguretat promesa pels portuguesos; alguns van arribar a fugir d'aquests aldeamentos, i altres ni tan sols van arribar a ocupar-los. Aquest programa de reallotjament formava part de l'estratègia psicològica de Kaúlza de Arriaga que incloïa, també, la construcció d'una vila model a Nangade, junt a la frontera amb Tanzània, amb totes les infraestructures d'un centre urbà desenvolupat. L'objectiu era atreure la població i crear una barrera defensiva contra el FRELIMO. Aquest projecte va ser aprovat pel govern de la metròpoli, que va enviar els materials de construcció a Moçambique; però finalment van abandonar el projecte per la distància i les dificultats en el terreny.
Recíprocament, la política de Mondlane de misericòrdia cap als colons civils portuguesos fou abandonada el 1973 pel nou cap Samora Machel. «Pànic, desmoralització, abandó i sensació de futilitat - eren aquestes les emocions entre els blancs a Moçambique» segons un historiador d'aquest conflicte, T. H. Henricksen el 1983. Aquest canvi va dur al sorgiment de protestes dels colons portuguesos contra el govern de Lisboa, un senyal indicador de la impopularitat del conflicte. Juntament amb les notícies de la massacre de Wiriyamu, i amb els renovats atacs del FRELIMO en 1973 i 1974, l'agravament de la situació a Moçambic contribuirà en el futur a la caiguda del govern portuguès. Un periodista portuguès va argumentar:
| « | "A Moçambic diem que hi ha tres guerres: una guerra contra el FRELIMO; una guerra entre l'exèrcit i la policia secreta; i una guerra entre l'exèrcit i la policia secreta i el govern central." | » |

### De 1974 a 1975

#### Inestabilitat polític-militar i alto el foc
Des de fa uns anys a Lisboa es desenvolupaven organitzacions de contestació contra la Guerra Colonial. Contra l'exèrcit colonial lluitaven l'Acció Revolucionària Armada (ARA), una organització portuguesa creada pel PCP pels anys 60, l'objectiu de la qual era la lluita armada contra la dictadura feixista, i les Brigadas Revolucionárias, una organització d'esquerra. Van realitzar diverses operacions de sabotatge i atacs amb bomba en blancs militars, com els atacs a l'base aèria de Tancos on van destruir diversos helicòpters, en 8 de març de 1971, i a la seu de la NATO al municipi d'Oeiras, el 27 d'octubre del mateix any. Cal destacar també els sabotatges als navilis Cunene, Vera Cruz (de transport de tropes) i Niassa, el 9 d'abril de 1974. La falta de popularitat de la Guerra Colonial entre molts portuguesos va portar a la creació de diversos diaris i revistes d'esquerra radical, com Cadernos Circunstância, Cadernos Necessários, Tempo e Modo i Polémica, que tenien suport de les universitats, i apel·laven per solucions polítiques pels problemes colonials.
L'últim any del conflicte, l'opinió generalitzada entre els militars era que aquesta guerra es trobava en una situació insostenible. A començaments d'any un atac de la FRELIMO provoca la mort de la dona d'un colon europeu a Vila Pery, i instal·la un sentiment d'inseguretat en la regió cèntrica de Moçambic; les Forces Armades són acusades de passivitat. Dos dies després, tant el comerç d'aquesta ciutat, com el de Beira, tanca en senyal de dol, i tenen lloc violentes manifestacions de la població blanca contra els militars; aquests declinen responsabilitats donades les difícils condicions per les què estaven passant. El general Francisco da Costa Gomes, surt cap a Moçambic per assabentar-se sobre aquests esdeveniments. Degut a la seva gravetat es reuneix el Moviment de les Forces Armades (MFA) i exposa les seves preocupacions al general Spínola, signada per 180 oficials. En aquest nou context del conflicte, Costa Gomes destitueix el comandant de la Regió Militar de Moçambic. Però a Lisboa també es donen moviments polítics i, en març, tant Costa Gomes com Spínola, són destituïts, el que determina la fi de les operacions militars a Moçambic. L'abril de 1974 el FRELIMO està equipat amb elSAM-7, un míssil terra-aire de gran precisió, que vol amenaçar la supremacia aèria portuguesa. D'acord amb informacions militars, el FRELIMO havia augmentat l'activitat els primers quatre mesos de 1974.
La creixent inestabilitat a Portugal culminaria en 25 d'abril de 1974, amb a revolució dels clavells, un cop d'estat realitzat per l'esquerra militar a Lisboa, que deposà el govern de Marcelo Caetano. Milers de ciutadans portuguesos van deixar Moçambic, i el nou cap de govern, el heneral António de Spínola, va anunciar l'alto el foc. Després del "25 d'Abril" regnava la confusió tant al nivell governamental com entre els militars. Costa Gomes surt cap a Moçambic per a reforçar la posició del Moviment de les Forces Armades (MFA) entre les forces portugueses. Amb el canvi de govern en Lisboa, molts soldats es van negar a combatre, mantenint-se en les seves bases en comptes de sortir de patrulla, fins i tot arribant la confraternitzar amb els guerrillers del FRELIMO. Aquest va continuar l'avanç pel sud, però ja sense trobar resistència.

#### Independència
Les primeres temptatives de negociació de pau daten de setembre de 1973, quan Jorge Jardim, empresari establert a Moçambic i amb contactes privilegiats, tant a Portugal com a Àfrica, es trobà amb Kenneth Kaunda per analitzar un esbós d'un "acord de pau" (Programa de Lusaka) per a les parts implicades en el conflicte. Tanmateix, aquesta proposta no és ben rebuda pel govern presidit per Marcelo Caetano. Novament, en juny de 1974, després del cop d'estat, Portugal fa una nova temptativa d'acord de pau i alto el foc, en una reunió a Lusaka, en que van estar presents el president Kaunda, Mário Soares (Ministre dels Negocis Estrangers), Otelo Saraiva de Carvalho (MFA) i Samora Machel; la trobada no va anar bé, i la proposta no va ser acceptada pel FRELIMO qui, donada la inestabilitat i desorganització militar a Moçambic, atacava les propietats dels ciutadans blancs. Només a l'agost és quan el FRELIMO cessaria l'activitat militar contra els portuguesos.
Les negociacions entre l'administració portuguesa, a través del MFA, i rl FRELIMO van culminar en la signatura dels acords de Lusaka en 7 de setembre de 1974 a Tanzània, amb la transferència de sobirania a les mans de l'organització moçambiquesa. Tanmateix la situació dels colons no va quedar ben definida, principalment en el que deia respecte a les seves propietats, altres béns i situació professional, el que va dur a una insatisfacció generalitzada entre aquests, i va donar origen a una sèrie d'aixecaments.
Finalment, la formalització de la independència de Moçambic va quedar establerta el 25 de juny de 1975, el 13è aniversari de la fundació del FRELIMO.

## Seqüeles

### Portugal

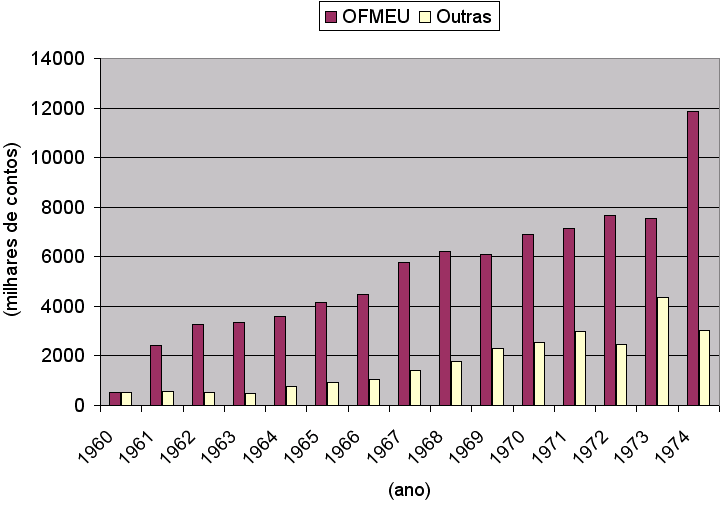
El gràfic mostra l'augment de les despeses militars durant la Guerra Colonial, Les barres grogues representen les despeses ordinàries, i les vermelles les extraordinàries.

A l'Àfrica oriental els colons portuguesos eren diferents dels seus congèneres europeus. Mentre els altres europeus eren típics colonitzadors d'inicis del segle xx, pel que fa als portuguesos, descendien de famílies que ja hi estaven establertes des de feia uns segles. Per això i per la seva localització geogràfica junt a Sud-àfrica i a Rhodèsia, països africans on existia una forta cultura europea, Moçambic era considerada una Província Ultramarina elitista.
Però després de la independència del territori el recel de represàlies i de les ideologies pro-comunistes del nou govern del FRELIMO van provocar un èxode de milers de portuguesos europeus, africans i d'altres ètnies dels nous territoris independents cap a Portugal i altres països. A Moçambic, molts portuguesos ètnics es consideraven moçambiquesos.
El nombre exacte de portuguesos que van deixar Moçambic, els anomenats "retornats", no és conegut, no obstant això podrà variar entre els 165.000 i els 210.000. Les ciutats, viles i llogarets fundats pels portuguesos, i que es van desenvolupar sota el govern de Portugal, van modificar els seus després de la independència: per exemple, Lourenço Marques a Maputo, Vila Pery a Chimoio, Vila Cabral a Lichinga i Vila Junqueiro a Gurúè. Les estàtues col·locades durant el període de la permanència portuguesa van ser retirades de tots els centres urbans.
La Guerra Colonial va consumir prop del 44% del pressupost portuguès. Aquesta despesa excessiva va desviar fons necessaris al desenvolupament de les infraestructures a Portugal i va contribuir a la inestabilitat creixent en aquesta nació europea. No obstant això, el creixement del PIB portuguès durant el període de la Guerra Colonial, 1961-1974, va ser gran, assolint una taxa mitja de creixement del 6%. El PIB de lws provínciws ultramarines d'Àfrica va tenir, també, un creixement significatiu, juntament amb la construcció de infraestructures.

### Moçambic: crisi econòmica i inici de la guerra civil
Amb l'èxode del personal especialitzat (prop del 90% de la població era analfabeta), els nous estats independents no tenien mà d'obra preparada per a mantenir les seves infraestructures i, d'aquesta manera, es va assistir a una decadència de l'economia. Aliada a la pèrdua d'aquesta mà d'obra, tots aquells que van sortir del país, persones i empreses, se'n van dur diners i béns, agreujant encara més la situació deficitària de Moçambic. El govern del FRELIMO va establir connexions comercials amb alguns països comunistes com la Unió Soviètica o Alemanya Oriental, en detriment de Portugal, que va veure disminuir la seva influència a la regió.
Al llarg de tot el conflicte rl FRELIMO va anar creant les anomenades “zones alliberades” que consistien en àrees administrades per les forces d'alliberament. La nova administració col·locava un punt final en l'anterior forma de govern colonial, considerada com a explotadora de la població nativa, i donava els primers passos en la direcció vers una societat socialista, amb la colectivització de la producció i comercialització dels béns. Les primeres zones a ser gestionades sota aquest nou model van ser les províncies de Cabo Delgado, Niassa i Tete. Després de la independència el nou govern va apostar en el desenvolupament de les àrees socials, especialment la salut i l'educació. En la salut es va apostar pel desenvolupament de la xarxa sanitària a l'interior, a les zones rurals que consistien en una vasta àrea del país; i en el desenvolupament de la medicina preventiva. En l'àrea educativa, es va intentar combatre l'elevada taxa d'analfabetisme, el 90%, amb l'entrada d'un nombre elevat de nens a l'ensenyament primari i al nivell dels adults. Pel que respecta a l'agricultura, el FRELIMO va establir programes de mecanització de les plantacions, acabant, així, amb la utilització massiva de mitjans humans, la població local. No obstant això, juntament amb la crisi econòmica que va seguir al conflicte, tot aquesta nova estratègia no va tenir l'efecte desitjat de desenvolupament del país, assistint el 1976, a una disminució de la producció, tant per a consum intern com per a exportació. Aquesta situació potenciaria la crisi econòmica ja latent.
Samora Machel va ser el primer president de Moçambic. Mossèn Uria Simango, la seva esposa i altres elements dissidents del FRELIMO foren empresonats en 1975, i executats sense judici, en data desconeguda. Dos anys després comença la guerra civil de Moçambic contra els rebels de la RENAMO. Moçambic va tenir seriosos problemes després de la independència. La recessió econòmica i social, el totalitarisme marxista, la corrupció política, la pobresa, les desigualtats econòmiques i el fracàs de la planificació centralitzada, van fer néixer una voluntat revolucionària. La pau només tornaria en 1992, amb la signatura de l'Acord General de Pau, el 4 d'octubre, a Roma, entre la FRELIMO de Joaquim Chissano i la RENAMO d'Afonso Dhlakama.